# Vanesa Muela
Vanesa Muela Labajo (Laguna de Duero, Valladolid, 10 de junio de 1978) es una cantante, multiinstrumentista  y divulgadora de la música tradicional, licenciada en Historia y especialista en Estudios sobre la Tradición. Ha realizado un trabajo de investigación folklórica en todas las provincias de Castilla y León,

## Biografía
Vanesa Muela es Licenciada en Historia por la Universidad de Valladolid y especialista en Estudios de la Tradición. Para su formación musical se ha servido de las investigaciones realizadas para rescatar la música tradicional con sus canciones e instrumentos por los pueblos de Castilla y León.     
La afición por la música le viene desde muy niña pues sus padres eran amantes de la música tradicional y para Vanesa cantar y bailar era lo natural,  a los cuatro años ya cantaba y bailaba en el grupo de coros y danzas Arienzo de Valladolid  y a los 8 años dio su primer concierto el Teatro San Viator de Valladolid, cantando en directo doce canciones tradicionales.
Como cantante e instrumentista de música folk ha sido reconocida como representante de Castilla y León en este género musical. 
Vanesa Muela fue una de las participantes a la presentación del Fondo de Música Tradicional en del Consejo Superior de Investigaciones Científicas (CSIC), que esta encargado de la digitalización y catalogación del patrimonio musicológico español.

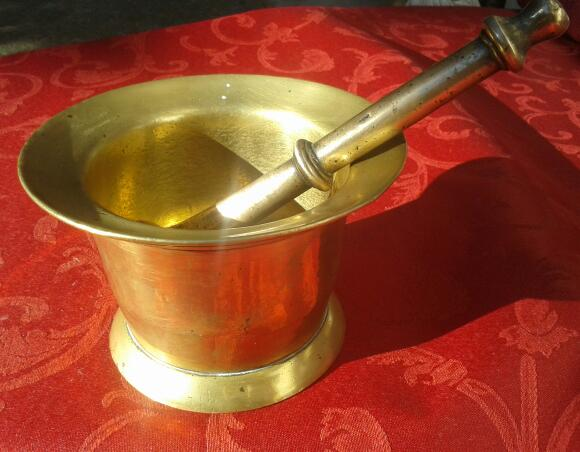
Almirez y mano de bronce español del

Puesto que las mujeres han sido las encargadas de trasmitir la tradición a las generaciones siguientes, Vanesa Muela ha reivindicado el papel de las mujeres en la música tradicional, sobre todo para conservar y transmitir la tradición oral.
Los instrumentos: guitarra, rabel, pandereta, pandero cuadrado, conchas, criba, carajillo, zambomba, darbouka y diversos instrumentos de cocina como el almirez, las cucharas, la sartén o la tapadera de olla, una nuez y un hilo.

## Trayectoria

### Conciertos

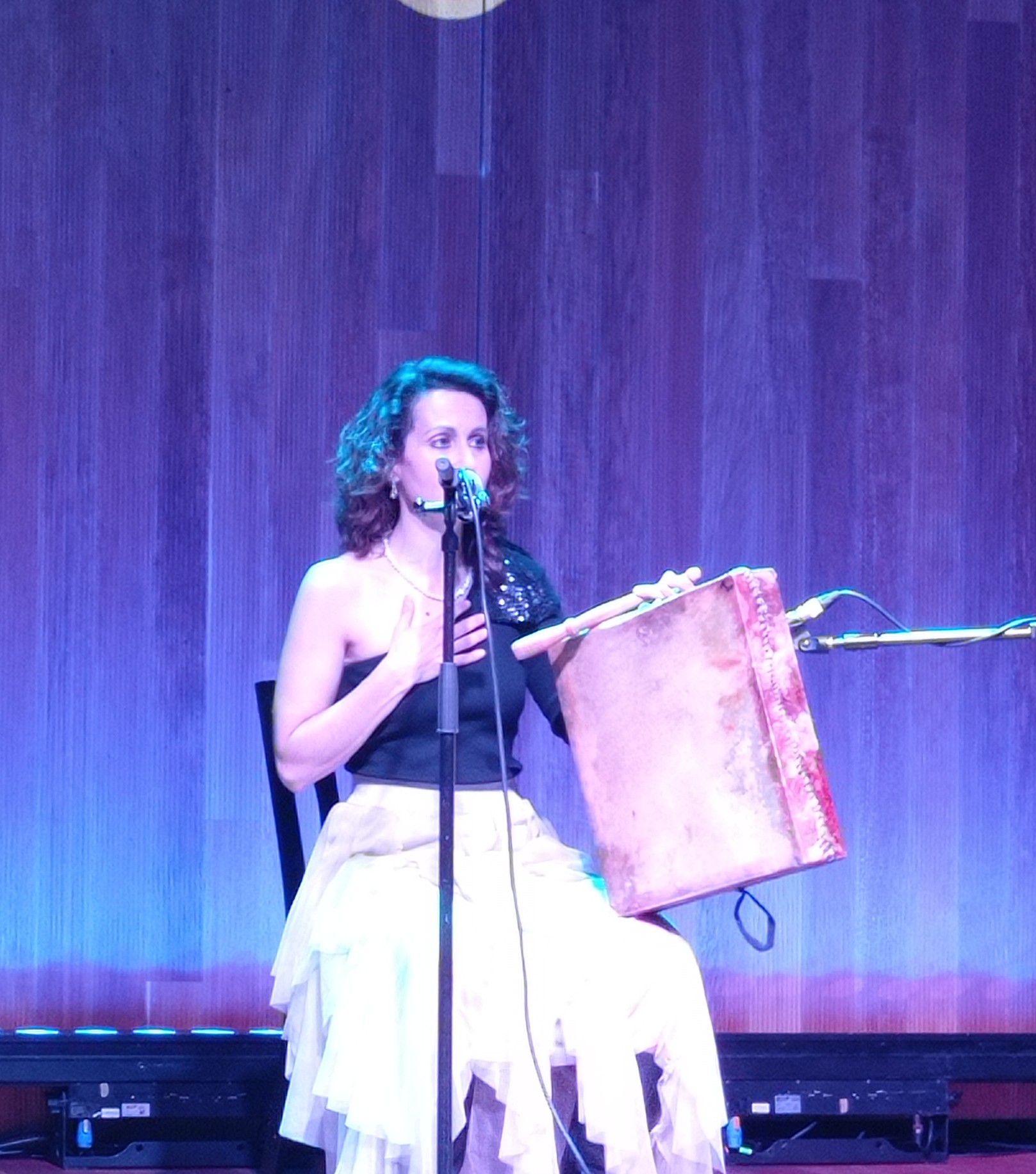
Vanesa Muela, concierto en el Museo Arqueológico Nacional dentro del marco del festival Ellas crean 2022

Vanesa Muela ha realizado conciertos en todo el territorio nacional español y en países como Portugal, Italia, Alemania, Austria, Suecia, Francia o Grecia, etc
Con 18 años fue contratada por el Teatro de la Zarzuela de Madrid, para cantar una serie de romances anónimos del siglo XVI, junto a la Orquesta Sinfónica de Madrid y el Ballet Nacional de España. 

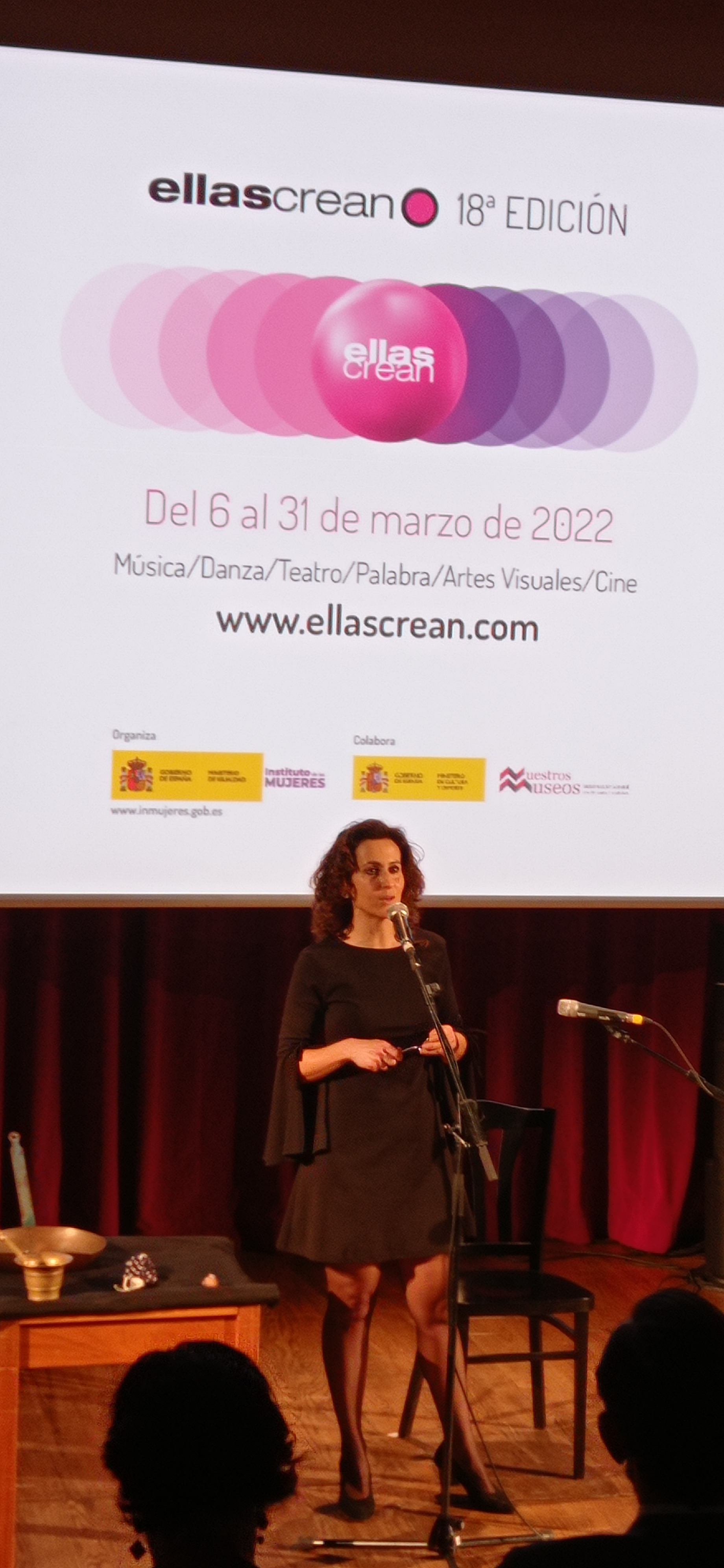
Actuación de Vanesa Muela en la presentación del festival Ellas crean en el Museo de Prado.

En sus conciertos se implica con el público para darle a conocer el origen y la procedencia de las canciones y de los instrumentos, le muestra en la presentación como ha llegado hasta allí, agradeciendo a las personas que la han enseñado y la han hecho sentir sensaciones de antaño y facilitado su labor investigadora, además de divulgar la variedad y la riqueza de la música tradicional de Castilla y León, quiere hacer sentir y disfrutar 
de la música tradicional.

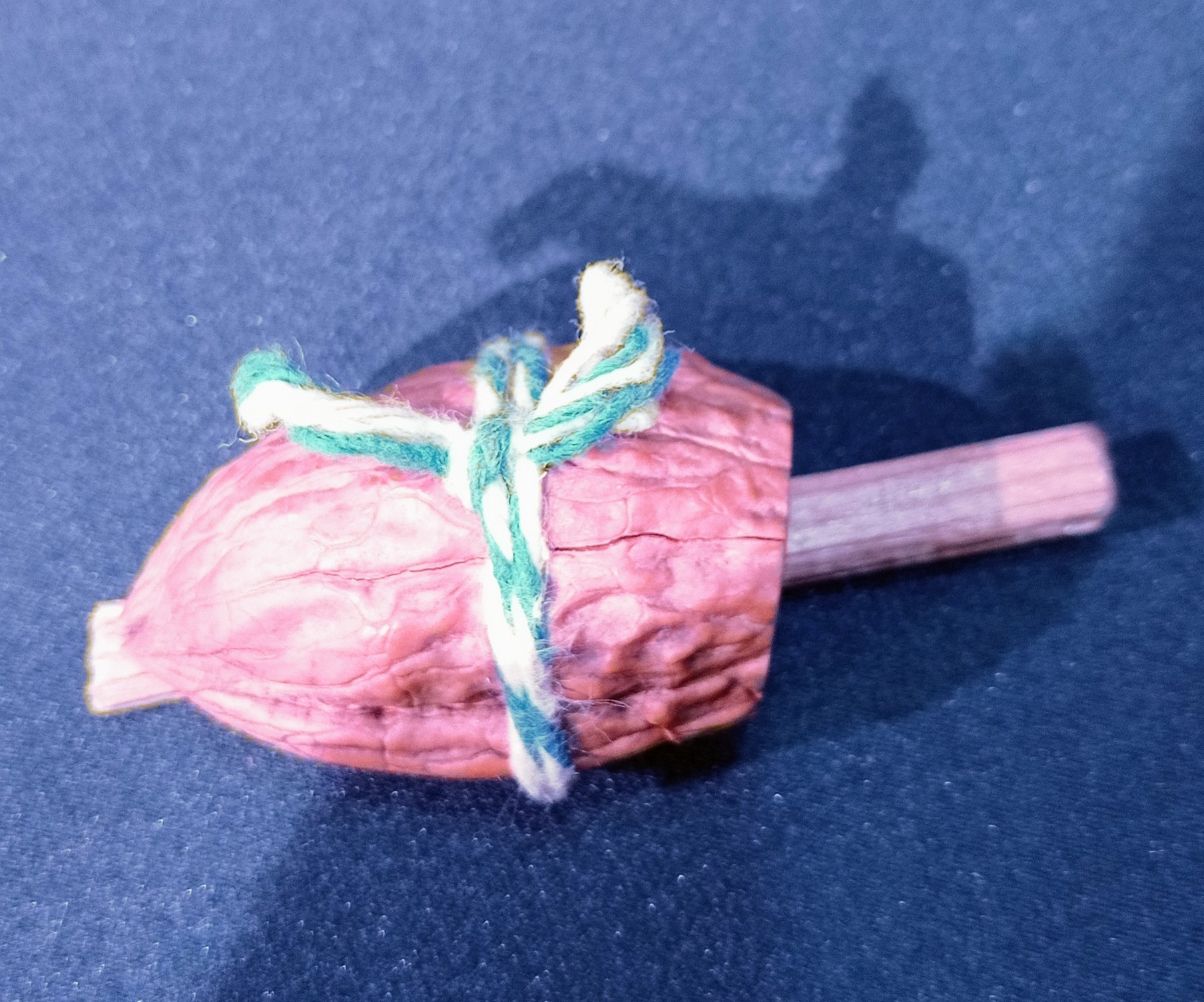
Carajillo, instrumento formado con una cáscara de nuez, un palito y una cuerda

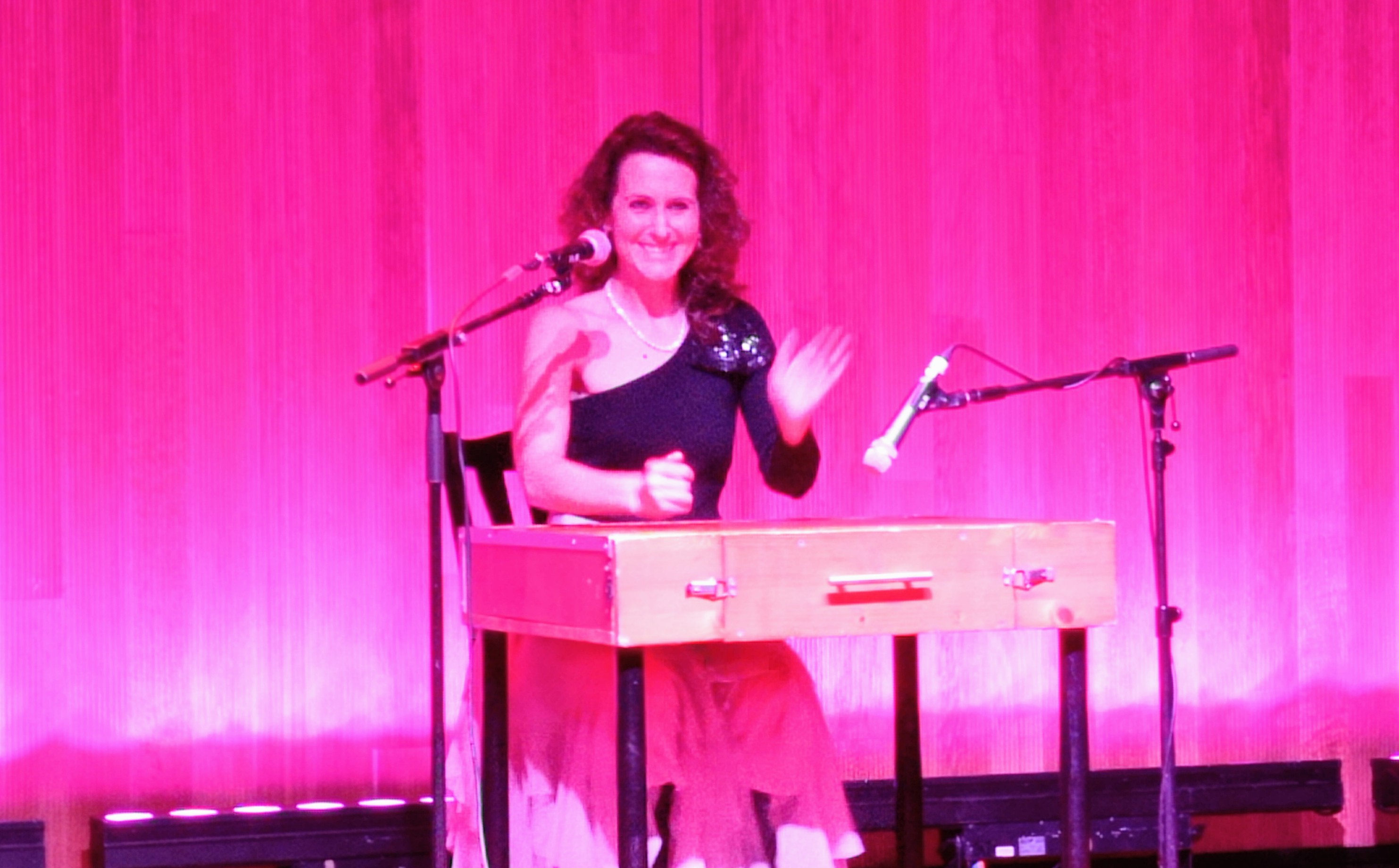
Vanesa Muela, concierto en el Museo Arqueológico Nacional dentro del marco del festival Ellas crean 2022

Sus conciertos tienen una representación de las canciones y los instrumentos tradicionales, y también algunas veces, se hace acompañar por una pareja de baile, interpreta canciones tradicionales de Castilla y León, tales como: jotas, romances, charros, charradas, fandangos, seguidillas, agarraos, ligeros, rondas, corridos, rumbas, y también cánticos de 
trabajo, canciones de Navidad (villancicos, coplas de Nochebuena, cantos de aguinaldo, ramos y pastoradas), canciones de carnaval, etc.
Vanesa Muela actuó interpretando piezas inéditas en el Fondo de Música Tradicional del CSIC en la Biblioteca Nacional de España.
A lo largo de su carrera musical ha participado y realizado colaboraciones con grupos de música folk y tradicional de toda España.

### Docencia
Vanesa Muela ha impartido clases de percusión tradicional en la Escuela de Folklore Plaza de Castilla (Madrid) y en San Pedro de Gaillos (Segovia) especialmente de pandereta, talleres y conciertos didácticos de música tradicional de canto y de percusión utilizando como instrumentos utensilios de cocina.
Ha impartido clases magistrales sobre instrumentos de percusión tradicional, como por ejemplo en el Artium de Vitoria dentro del Aitzina Folk, o en Festival 
Internacional Folk de Plasencia.

En su labor de enseñanza y divulgación del cancionero y los instrumentos tradicionales acude a Colegios de Educación Primaria e Institutos de toda España, a mostrar a las niñas y niños cultura y el folklore tradicional consiguiendo que se involucren en el baile y las canciones. Vanesa Muela defiende la enseñanza de los ritmos tradicionales y opina que:
Creo que los niños tienen el derecho de poder observar, practicar y, por supuesto, divertirse mientras se les explica que hace muchos años hacían música con dos cucharas porque era lo único que había, y aún así existían virtuosos de estos ritmos".

## Colaboraciones
Vanesa Muela ha colaborado y han colaborado con ella músicos de música tradicional española y de Europa.:
- Ha colaborado con grupos, La Musgaña, Ringorrango, Almacántaro, Hexacorde, Crispín d'Olot, Odaiko, el grupo ‘Zaraval’ (Vanesa Muela, Jonás Gimeno y Diego Escolano)[14][15]
- Participa en el último trabajo del grupo sueco  Groupa - Kind of Folk - Iberia
- Vanesa Muela participó en el documental ¡FOLK! Una mirada a la música tradicional  dirigido por Pablo García Sanz.

- En el disco de celebración de sus 35 años en la escena colaboraron con ella los y las artistas artistas: Luis Antonio Pedraza, José Ramón Jiménez, David Álvarez Cárcamo, Javier Palancar, Ángel Lévid, Alfonso Díez Ausín, José Luis Gutiérrez, Morgane Le Cuff, Antón Dávila, Jaime Vidal, Juan Pablo González, Jesús Enrique Cuadrado, Rafa Cubillo y Fernando Zarzosa, Juan Collazo, Adrián Saavedra, Carlos Luis Santos, Guillermo Soloaga, Rafa Alonso, Sergio Higuera, Alfonso Ahumada, Javier Román, Almudena López, Carlos Martín Aires, Yoner Rodríguez, María Salgado, Carlos Blanco y José Salina.[16][17]

## Discografía
En Castilla, En Valladolid de Abajo, De Buena Fuente, Generación Espontánea, Desbarates, GARABITENSE, AGARRAOS, Ancha es Castilla y alto Aragón, Bisiestos, Que Me Quiten Lo Cantao, 35 Aniversario,

## Premios y reconocimientos
Vanesa Muela ha sido reconocida y premiada por diferentes, festivales certámenes e instituciones:
- Premios de los festivales de la Canción de Ciudad Rodrigo (Salamanca) en 1989 y 1990,.
- Premio del  festival de la Canción de Peñaranda de Bracamonte (Salamanca), en 1990.
- Premio a la “Pureza Interpretativa” concedido por la Diputación de Valladolid en 1993
- Premio Nacional de Etnología "Cultura Viva" otorgado por el CSIC en el año 2006
- Premio festival Internacional de folklore de Arroyo de la Encomienda, concedido por su dedicación al folclore, año 2013.
- Premio "Diálogo" la promoción de la Cultura local  del Ateneo Cultural de CCOO "Jesús Pereda" de CCOO de Castilla y León, año 2016.
- Ome Bueno e Leal, otorgado por las alcaldesas de Zamarramala, Segovia, año 2016.
- Bigornia de Bronce, concedido por el Ayuntamiento de Laguna de Duero en reconocimiento a su brillante trayectoria profesional a favor de la cultura tradicional en general y de la música popular en particular, año 2016.

## Galería
|        |
| Ravel. |

|                      |
| Derbake nácar cuero. |

|         |
| Sartén. |

|          |
| Conchas. |

|           |
| Cucharas. |